# Лантух (кобзар)
Лантух (Савка) (близько 1780 — бл. 1830) — український кобзар.

## Життєпис
Жив у селі Смотрики поблизу Пирятина нині Полтавської області.
Помер від тифу приблизно 1830 року.
Був вчителем кобзаря та лірника Федора Баша.

### Репертуар
Знав думи:
- «Про козацьке життя» («Про козака і козачку»),
- «Буря на Чорному морі»,
- «Дума про втечу трьох братів з города Азова»,
- «Івась Коновченко»,
- «Сестра і брат».